# Potentilla frigida
Potentilla frigida är en rosväxtart som beskrevs av Dominique Villars. Potentilla frigida ingår i Fingerörtssläktet som ingår i familjen rosväxter. Inga underarter finns listade i Catalogue of Life.

## Bildgalleri

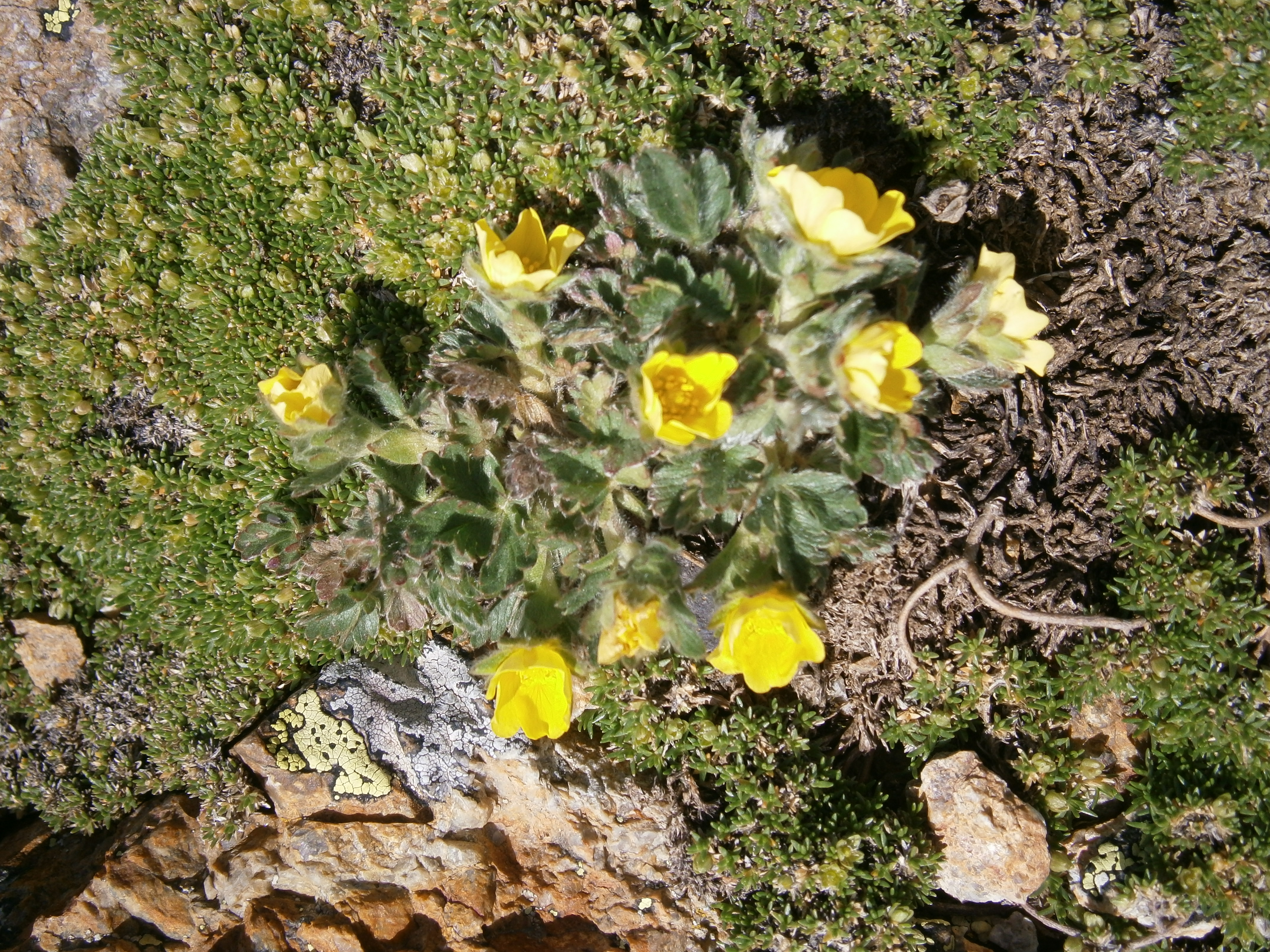
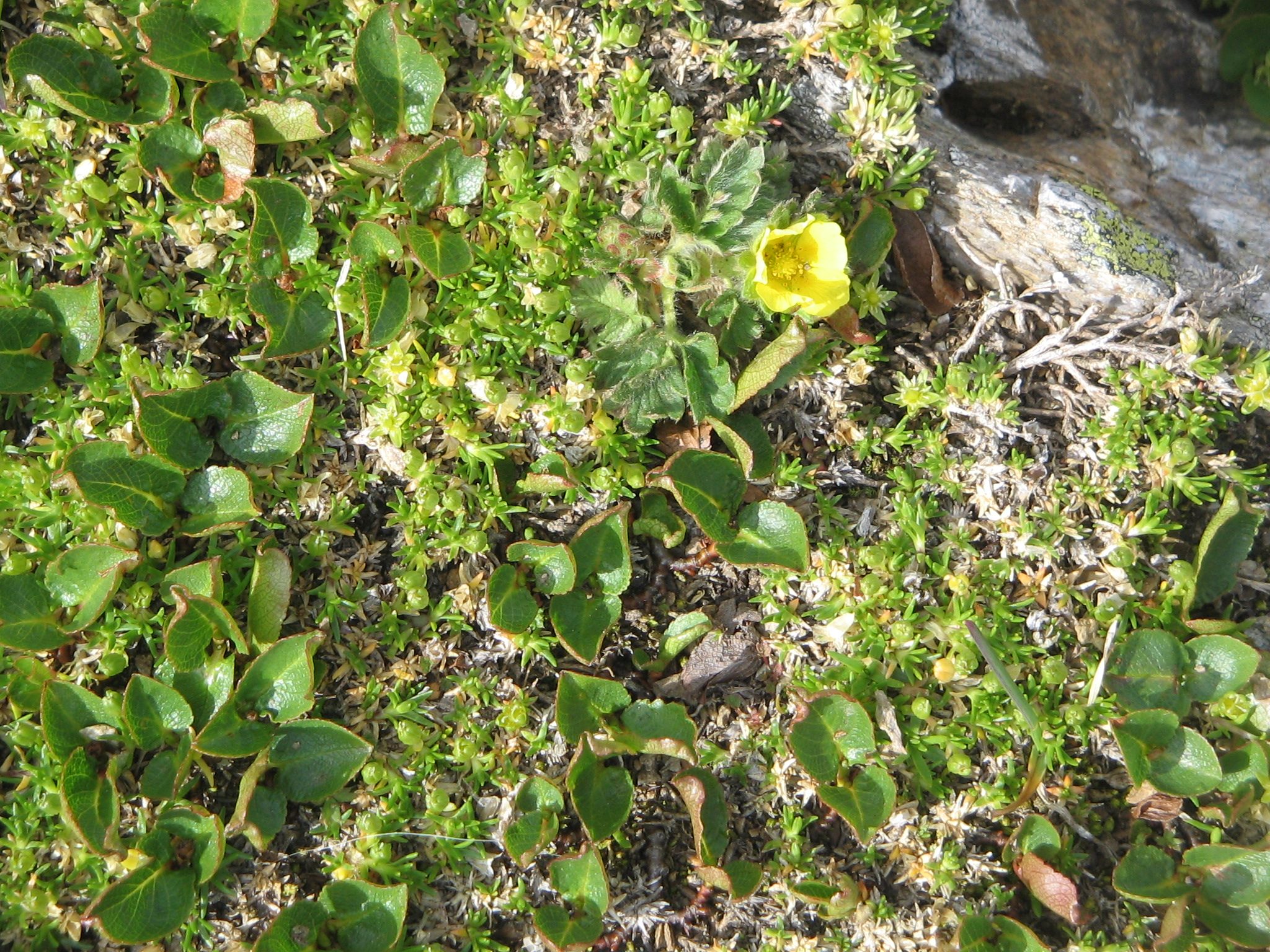
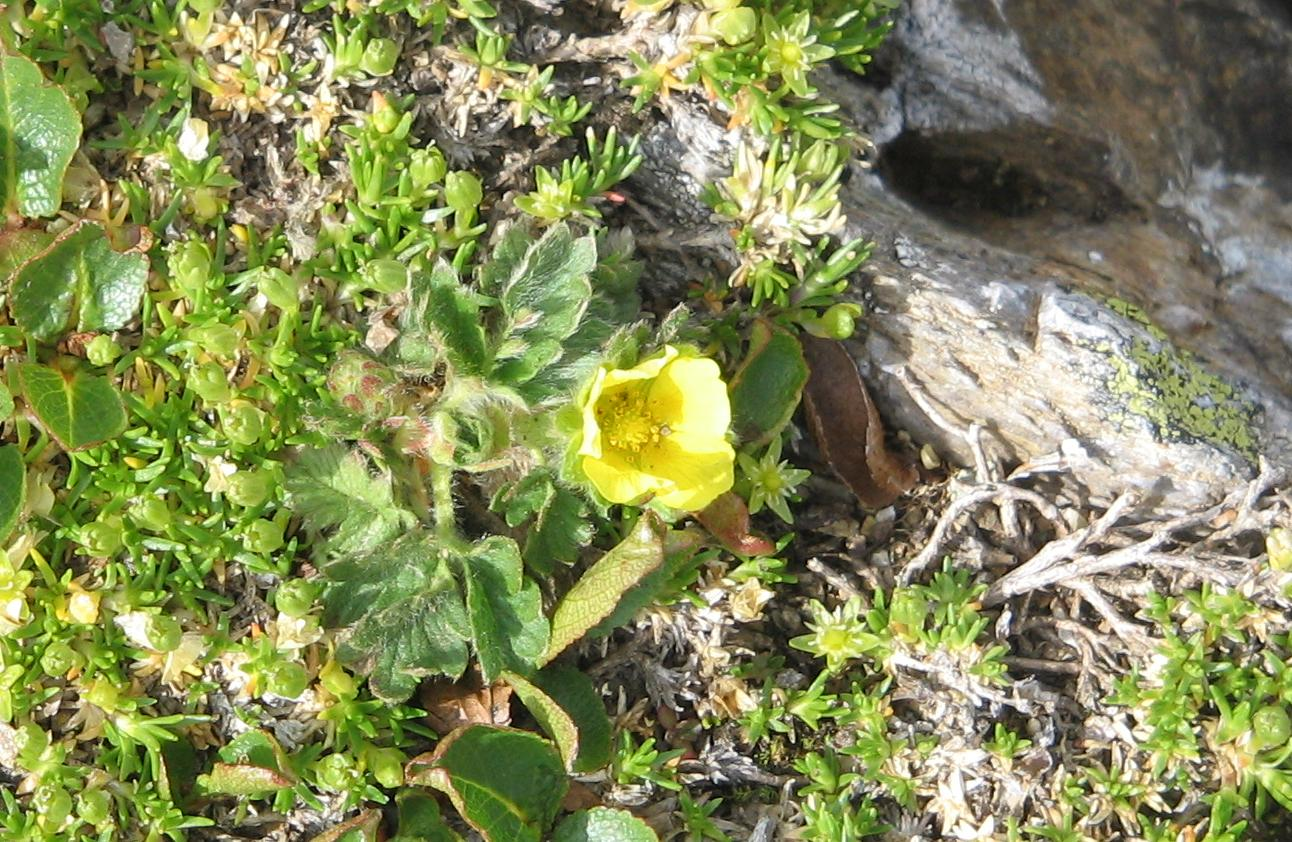